# Srbija
Republika Srbija (srbsko Република Србија/Republika Srbija) je celinska država, ki leži na Balkanskem polotoku, v jugovzhodni in deloma v srednji Evropi (Panonska nižina).
Del Republike Srbije je avtonomna pokrajina Vojvodina. Do 17. februarja 2008 je kot avtonomna pokrajina in kot del Srbije obstajalo tudi Kosovo. S strani Albancev je enostransko razglasilo neodvisnost, ki pa je Srbija ne priznavata.
Po zadnjem popisu prebivalstva 2022 ima Srbija (brez Kosova) približno 6,65 milijona prebivalcev.
Republika Srbija je opredeljena kot demokratična država srbskega naroda in vseh drugih državljanov, ki živijo v njej. Država temelji na demokratičnih temeljih, tržnem gospodarstvu, človekovih pravicah in vladavini prava.
Srbija na severu meji na Madžarsko, na vzhodu na Romunijo in na Bolgarijo, na jugu na Severno Makedonijo in na Kosovo, na zahodu pa na Črno goro, Hrvaško ter na Bosno in Hercegovino.
Srbija je bila od konca prve svetovne vojne sestavni del skupne države Južnih Slovanov. Najprej v  Kraljevini Slovencev, Hrvatov in Srbov, ki se je kasneje preimenovala v Kraljevino Srbov, Hrvatov in Slovencev, ki se je še kasneje preimenovala v Kraljevino Jugoslavijo, po 2. svetovni vojni pa kot del Socialistične federativne republike Jugoslavije (SFRJ). Po razpadu SFRJ se je oblikovala Zvezna republika Jugoslavija (ZRJ). Leta 2003 so to državno skupnost preimenovali v Srbija in Črna gora. Od 5. junija 2006 je Srbija po 88 letih ponovno suverena in neodvisna država. Je pravna naslednica ZRJ.
Glavno mesto s skoraj poldrugim milijonom prebivalcev (samo mesto 1,2 milijona) je Beograd, ki je tudi administrativno, kulturno in gospodarsko središče Srbije.

## Zgodovina
Prvi podatki o srbski državi so iz sedmega stoletja, ko je Srbiji vladala dinastija Vlastimirović. Vodja najznamenitejše srednjeveške srbske države, imenovane Raška, je bil veliki župan Štefan Nemanja, srbski vladar iz 12. stoletja iz dinastije Nemanjić. Srbska srednjeveška država je bila pod velikim političnim in kulturnim pritiskom Bizantinskega cesarstva. Leta 1217, tekom vladavine Štefana Prvokronanega, postane Srbija neodvisna kraljevina, svoj vrhunec pa doseže leta 1346 pod vladavino Stefana Dušana, ki se je proglasil za Cara Srba i Grka (Cesarja Srbov in Grkov). Turki so porazili srbsko plemstvo leta 1389 v bitki na Kosovskem polju, dokončno pa so jo zavzeli, ko je leta 1459 padlo Smederevo. Med letoma 1459 in 1804 je bila Srbija pod neposredno vladavino Osmanskega cesarstva, čeprav le v krajših intervalih, najdaljši je bil od 1718 do 1739. Habsburška monarhija je imela pod nadzorom le večji del osrednje Srbije.
Leta 1804 so Srbi, pod vodstvom Đorđa Petrovića, ki so ga klicali Đorđe Petrović Karađorđe (tudi Črni Đorđe), organizirali upor in tako so leta 1815  dobili avtonomno srbsko kneževino. Od 1813 do 1882 so srbsko državo vodili knezi, od leta 1882 pa kralji dinastije Obrenović. Prvo ustavo je Srbija dobila 15. februarja leta 1835 (Sretenjska ustava). Na Berlinskem kongresu leta 1878 je Srbija dobila mednarodno priznanje.
Srbi na južnem Ogrskem so v sredini 19. stoletja dobili avtonomijo pod imenom Vojvodina Srbska.
Po Majskem preobratu 1903 in atentatu na kralja Aleksandra Obrenovića in kraljico Drago, so na oblast zopet prišli Karađorđevići. Za novega kralja je bil imenovan Peter II. Karađorđević. Po zmagah v balkanskih vojnah se je Srbija zelo razširila na jug. Kljub velikim človeškim in materialnim izgubam je Srbija pomagala silam antante do zmage v prvi svetovni vojni.
1. decembra leta 1918 se je Kraljevina Srbija združila s Črno goro in Državo Slovencev, Hrvatov in Srbov (SHS) v Kraljevino Srbov, Hrvatov in Slovencev in se leta 1929 preimenovala v Kraljevino Jugoslavijo.
V drugi svetovni vojni je bila Srbija pod okupacijo Sil Osi, torej pod okupacijo nacistične Nemčije in njenih zaveznikov; Italije, Bolgarije, Madžarske, Albanije in marionetne pro-fašistične državne tvorbe imenovane Neodvisna država Hrvaška (NDH).
Po končani vojni leta 1945 Srbija postane del novo nastale Demokratične federativne Jugoslavije, pod vodstvom komunističnega režima na čelu z Josipom Brozom-Titom. To državo je sestavljalo 6 republik: poleg Srbije še Hrvaška, Slovenija, Bosna in Hercegovina, Črna gora in Makedonija. Še istega leta (1945) se je država preimenovala v Federativno ljudsko republiko Jugoslavijo, Srbija pa v Ljusko republiko Srbijo (Narodna republika Srbija). 1963, s preimenovanjem države v Socialistično Federativno Republiko Jugoslavijo se tudi Srbija preimenuje v Socialistično republiko Srbijo (Socijalistička republika Srbija). Z ustavo 1963 sta njena konstitutivna dela tudi dve avtonomni pokrajini (na novo Kosovo in Metohija - od 1968 samo Kosovo, je bilo dotlej le avtonomna oblast, Vojvodina pa je bila avtonomna pokrajina že od 1945). Njune ingerence postanejo vse večje, zlasti po letu 1968 oz. novo ustavo 1974, ko postaneta kot konstitutivna dela federacija dejansko skoraj neodvisni od Srbije, obenem pa lahko blokirata njene odločitve, ker se je pri nekaterih odločitvah zahtevalo soglasje pokrajinskih skupščin. Srbi so kot večinski narod znotraj Jugoslavije in tudi same Srbije postali tako dejansko hendikepirani in tudi frustriran, da se je konec 80. let prebudil močan nacionalistični val, ki mu je načeloval srbski voditelj Slobodan Milošević, kar je privedlo do razpada skupne države ter postopne osamosvojitve njenih sestavnih delov.
Od leta 1992, ko je razpadla Socialistična federativna republika Jugoslavija, pa vse do leta 2003, je Srbija s Črno goro tvorila Zvezno Republiko Jugoslavijo. Leta 2003 se je ta tvorba preimenovala v državno skupnost Srbije in Črne gore. 21. maja 2006 je imela Črna Gora referendum, na katerem so se njeni prebivalci odločili za neodvisnost. Od takrat Republika Srbija deluje kot samostojni subjekt in država. 17.februarja 2008 se je od Srbije de facto osamosvojila nekdanja srbska avtonomna pokrajina Kosovo, ki je postala država z glavnim mestom Priština.

## Geografija
Srbija leži na jugovzhodu Evrope (približno 80 % ozemlja) in v Panonski nižini (približno 20 % ozemlja). Glede na podnebne in geografske značilnosti se jo uvršča tudi med sredozemske države. Skupna dolžina državnih meja znaša 2.027 km. Dolžina meje s posamezno sosednjo državo pa je: Albanija 115 km, Bosna in Hercegovina 302 km, Bolgarija 318 km, Hrvaška 241 km, Madžarska 151 km, Severna Makedonija 221 km, Črna gora 203 km in Romunija 476 km.
Severni del republike je ravninski, južni deli pa so bolj razgibani in gorati. Na tem delu države leži tudi 15 gorskih vrhov ki so višji od 2000 metrov, najvišji vrh pa je Džeravica (na Prokletijah) z višino 2656 metrov.
Gorski relief Srbije ima veliko kanjonov (Tribuća, Vučjanka, Dubrašnica) in pečin (Resavska pečina, Ceremošnja, Risovača), lepoto te narave pa še povečujejo zaščiteni in ohranjeni gozdovi, v njih pa prebiva veliko endemitskih živali, veliko je tudi voda, potokov, pašnikov itd.
Srbija ima 5 narodnih parkov: Džerdap, Kopaonik, Tara, Šar in Fruška gora. Vsi narodni parki imajo zelo visoke klimatske in zdravstveno-rekreativne vrednosti.

### Hidrologija
Večji del Srbije spada v povodje Donave (81.261 km², 92 %), katere tok v dolžini 588 kilometrov teče od severa proti jugu do Beograda, nato pa proti vzhodu. Poleg Donave so plovni tudi nekateri njeni pritoki: Sava (206 km), Tisa (168 km) in delno tudi Velika Morava (celoten tok 185 km). Del južnih srbskih voda se izliva v povodje rek Beli Drim in Radika na Kosovu (4.500 km², 5 %), ki se izlivata v Jadransko morje. Povodja rek Pčinja, Lepenac in Dragovštica na jugovzhodu, se izlivajo v Egejsko morje (2.650 km², 3 %). Ostale velike reke so še Zahodna Morava (308 km), Južna Morava (295 km), Ibar (272 km), Drina, ki je mejna reka z BiH (220 km), in Timok (202 km).
Največje jezero v Srbiji je akumulacijsko Džerdapsko jezero z 163 km² (z romunskim delom 253 km²). Največje naravno jezero je Belo jezero v Vojvodini s površino 25 km². Ostala pomembnejša jezera so še Vlasinsko jezero in jezero Perućac. Največji rečni otok je otok na Donavi pri Kostolcu s površino 60 km².
Največji slap v Srbiji je Jelovarnik (71 metrov) na Kopaoniku. Največji in najdaljši kanjon v Srbiji in hkrati tudi v Evropi je Džerdap na Donavi.

### Podnebja
Srbija leži na Balkanskem polotoku, ki je obkrožen s toplimi morji (Jadransko, Egejsko, Črno), na severu pa se naslanja na evropsko celino. Poleg tega na podnebje Srbije močno vpliva relief. Na severu prevladuje celinsko podnebje, ki prehaja v zmerno-celinsko na jugu, v višjih legah pa je gorsko podnebje. Zime v Srbiji so kratke, hladne in snežne, poletja pa topla. Najhladnejši mesec je januar, najtoplejši pa julij. Najnižja izmerjena temperatura v Srbiji je –39,5 °C (13. januara 1985 v naselju Karajukića Bunari na Pešteru), najvišja pa 44,9 °C (24. julija 2007 v Smederevski Palanki). Povprečna letna temperatura v Srbiji je 10.9 °C (predeli pod 300 m.n.m.), 10 °C (300–500 m.n.m.), 6 °C (1000–1500 m.n.m.), 3 °C (nad 1500 m.n.m.). Povprečna letna količina padavin je 896 mm. Največ padavin pade junija in maja, najbolj suha meseca pa sta februar in oktober.
Najpomembnejši vetrovi v Srbiji so:
- košava (hladen in suh veter na severu Srbije)
- severac (hladen in suh severni veter)
- moravac (hladen in suh veter značilen za dolino Morave)
- južni veter (topel in suh, piha z juga doline Morave)
- jugozahodnik (topel in vlažen, prihaja z Jadrana in doseže zahodno Srbijo)

## Upravna razdelitev

### Regije pred letom 2009
Pred oblikovanjem statističnih regij leta 2009, sta bili v ustavi Republike Srbije določeni 2 avtonomni pokrajini:
- Vojvodina (administrativni center: Novi Sad)
- Kosovo in Metohija (administrativni center: Priština)

Preostala Srbija, ki ni bila vključena v pokrajini, se je neuradno imenovala tudi Ožja Srbija (Centralna Srbija), ni bila posebna administrativna enota, pač pa dejansko le statistična enota oz. področje, ki je bilo pod neposredno upravo državnih organov republike Srbije.

### Regije po letu 2009
Julija 2009 je vlada Republike Srbije sprejela zakon, s katerim je Srbija razdeljena na sedem statističnih regij:
- Vojvodina
- Beograd
- Zahodna regija
- Vzhodna regija
- Centralna regija
- Južna regija
- Kosovo

Oblikovanje novih regij pomeni, da Centralna Srbija, ki je pred tem predstavljala neko obliko statistične regije, praktično ne obstaja več oziroma je razdeljena na 5 novih statističnih regij.

### Upravna okrožja
Srbija je razdeljena na 29 okrožij in območje mesta Beograd. Na področju avtonomne pokrajine Vojvodine je 7 okrožij, medtem ko je na področju centralne Srbije 17 upravnih okrajev in ozemlje mesta Beograd. Vsako upravno okrožje je sestavljeno iz več občin, občine pa so sestavljene iz mestnih skupnosti.

### Mesta
Poleg Beograda so največja srbska mesta Novi Sad, ki je glavno mesto avtonomne pokrajine Vojvodine, južnosrbski Niš ter osrednjesrbski Kragujevac, ki imajo vsa okoli 200.000 ali več prebivalcev. Več kot sto tisoč prebivalcev imajo še Leskovac, Subotica, Pančevo, Kruševac, Kraljevo, Zrenjanin, Čačak in Šabac ter Novi Pazar (po popisu 2022)
V celotni Srbiji je 6.167 naselij.
V Srbiji je skupno 24 mest in glavno mesto Beograd, ki ima poseben status. Ta mesta so:
- Beograd (1.281.801 prebivalcev, s širšo okolico 1.576.124; 2022: 1.685.563)
- Novi Sad (255.071, z okolico 333.895; 2022: 367.121)
- Niš (173.724, z okolico 250.518; 2022: 249.816)
- Kragujevac (193.930, s širšo okolico 211.580)
- Leskovac
- Subotica
- Pančevo
- Kruševac
- Kraljevo
- Zrenjanin (Veliki Bečkerek)
- Čačak
- Šabac
- Novi Pazar
- Valjevo
- Vranje
- Zaječar
- Jagodina (Svetozarevo)
- Loznica
- Požarevac
- Smederevo
- Sombor
- Sremska Mitrovica
- Užice

Mesta Beograd, Novi Sad, Kragujevac in Niš so razdeljena na 2 ali več mestnih občin, druga mesta pa so organizirana kot celota.

## Demografija
Po popisu leta 2002, ki ne vključuje Kosova, ima Srbija 7.498.001 prebivalcev, od tega jih kar 52 % živi v mestih.
Odstotek pismenih prebivalcev je 96,4 % (moški 98,9 %, ženske 94,1 %).
Stopnja rojstev je 1,78 otroka v povprečju na vsako žensko. Povprečna življenjska doba je 74 let (moški 71, ženske 76).

### Etnične skupine
| \| Prebivalstvo Srbije (brez Kosova) leta 2022 \| Prebivalstvo Srbije (brez Kosova) leta 2022 \| Prebivalstvo Srbije (brez Kosova) leta 2022 \| Prebivalstvo Srbije (brez Kosova) leta 2022 \| Prebivalstvo Srbije (brez Kosova) leta 2022 \| \| ------------------------------------------- \| ------------------------------------------- \| ------------------------------------------- \| ------------------------------------------- \| ------------------------------------------- \| \| \| \| \| \| \| \| Srbi \| Srbi \| \| 80.6% \| 80.6% \| \| Madžari \| Madžari \| \| 2.8% \| 2.8% \| \| Bošnjaki \| Bošnjaki \| \| 2.3% \| 2.3% \| \| Romi \| Romi \| \| 2.0% \| 2.0% \| \| Jugoslovani \| Jugoslovani \| \| 0.04% \| 0.04% \| \| Drugi \| Drugi \| \| 4.2% \| 4.2% \| |             |  |       |       |
| Prebivalstvo Srbije (brez Kosova) leta 2022 |             |  |       |       |
| |             |  |       |       |
| Srbi | Srbi        |  | 80.6% | 80.6% |
| Madžari | Madžari     |  | 2.8%  | 2.8%  |
| Bošnjaki | Bošnjaki    |  | 2.3%  | 2.3%  |
| Romi | Romi        |  | 2.0%  | 2.0%  |
| Jugoslovani | Jugoslovani |  | 0.04% | 0.04% |
| Drugi | Drugi       |  | 4.2%  | 4.2%  |

V večini so Srbi z 82,86 % prebivalcev , sledijo Madžari 3,91 %, Bošnjaki 1,82 %, Romi 1,44 %, Jugoslovani 1,08 %, Hrvati 0,94 %, Črnogorci 0,92 %, Albanci 0,82 %, zatem pa sledijo še Slovaki, Vlahi, Romuni, Makedonci,  Bolgari, Bunjevci, Rusini, Ukrajinci, Slovenci,  gorani, Nemci, Rusi, Čehi, Turki in drugi.
- Etnična sestava Srbije leta 2022
- Etnična sestava Srbije leta 1981
- Etnična sestava Vojvodine leta 2002

### Jezik
Uradni jezik je srbščina. V Vojvodini so poleg srbščine uradni tudi madžarščina, slovaščina, hrvaščina, romunščina in rusinščina.

### Veroizpoved
Največje število vernikov v Srbiji je pravoslavne vere. Sledijo muslimani (suniti), rimokatoličani in protestanti, druge vere pa so bolj malo zastopane. V Srbiji živi tudi veliko število ateistov.
Ustava in zakoni Srbije dovoljujejo versko svobodo in pravico, ki jih je treba spoštovati tudi v praksi. Vlada si na vseh ravneh prizadeva za zaščito te pravice v celoti in ne tolerira njene zlorabe, bodisi s strani državnih organov, organizacij in skupin, bodisi s strani posameznikov. Srbija nima državne religije, tako da se verski prazniki ne obravnavajo kot državni, ampak je za državljane dovoljeno praznovanje kakršnih koli verskih praznikov, tako so dovoljeni tudi dela prosti dnevi na pomembnejše verske praznike.

## Državni simboli
Himna Republike Srbije je »Bože pravde«, ki je bila je tudi nekdanja himna Kraljevine Srbije. Ima samo nekoliko spremenjeno besedilo.
Grb Republike Srbije je v uporabi še od časa Kraljevine Srbije, iz leta 1882, ko je vladala dinastija Obrenović. Sestavljen je iz dvoglavega orla s ščitom na sprednji strani na katerem je srbski križ s štirimi "s" nad glavo orla pa leži krona lože Nemanjić.
Republika Srbija ima narodno zastavo, ki je trobarvnica, ki je sestavljena iz treh horizontalnih barv, te pa so rdeča, modra, bela.  Poleg narodne obstaja tudi Državna zastava, ki je v osnovi enaka kot narodna, razlika je samo v tem, da ima državna na tretjini dolžine iz leve proti desni na modrem polju mali grb Republike Srbije.

## Politika
Sedanji predsednik Srbije je Aleksandar Vučić, ki je zmagal na predsedniških volitvah leta 2017.
Po parlamentarnih volitvah 11. maja 2017 je Srbija dobila koalicijsko vlado Srbska napredna stranka in Socijalistična stranka Srbije - SPS.
Večje parlamentarne stranke v parlamentu Srbije so: Srbska radikalna stranka, Demokratska stranka Srbije, Srpska Napredna stranka.
Sedanji predsednik parlamenta je Maja Gojković iz SNSja

### Zunanji odnosi Srbije
Republika Srbija je članica naslednjih mednarodnih organizacij: Organizacija združenih narodov (OZN), Organizacija za varnost in sodelovanje v Evropi (OVSE), Pakt stabilnosti za jugovzhodno Evropo, Svet Evrope (SE), Natov program Partnerstvo za mir,  Mednarodna organizacija za migracije, Mednarodni komite Rdečega križa in Rdečega polmeseca. Država je poleg Albanije in Severne Makedonije ustanovna članica zveze Odprti Balkan.

## Pravosodje
Ustava Srbije narekuje, da sodišča ščitijo svobodo in pravico vseh prebivalcev,
Ustava določa, da morajo sodišča varovati pravice in svoboščine državljanov, z zakonom uveljavljene pravice in interese pravnih oseb in varovanju ustavnosti in zakonitosti.
Sodno oblast je neodvisna od zakonodajne in izvršne oblasti.
Sodne odločbe se lahko pregleda samo pristojno sodišče v sodnem postopku.
Vsak je dolžan spoštovati sodno odločitev in se po njej ravnati.
Pravosodni organi v Republiki Srbiji pripadajo na sodiščem splošne pristojnosti in posebnim sodiščem.
Glavna sodišča so: občinska sodišča, okrožna sodišča, pritožbena sodišča in vrhovno sodišče.
Posebna sodišča so: gospodarsko sodišče, višje gospodarsko sodišče, sodišče za prekrške, višje sodišče za prekrške in upravno sodišče.
Vrhovno sodišče je najvišje sodišče v Republiki Srbiji, neposredno za njim je višje pritožbeno sodišče, Višje trgovinsko sodišče, mirovno sodišče in višje pritožbeno sodišče.
Višje trgovinsko sodišče je neposredno višje sodišče za trgovinska sodišča, Višje sodišče za prekrške je neposredno višje sodišče za sodišča za prekrške, sodišče za pritožbe pa je neposredno višje sodišče za okrožna in občinska sodišča.
Ustavno sodišče je poseben organ, in ne spada med sodne organe.

### Pravice državljanov
Državljani v Srbiji so enaki v pravicah in dolžnostih ter imajo enake zaščite pred vladnimi in drugimi organi, ne glede na raso, spol, rojstvo, jezik, narodnost, vero, politično ali drugo prepričanje, izobraževanje, socialno poreklo, imovno stanje ali osebno lastnino.
Nikomur ne more biti odvzeta prostost, razen v primerih, ki so v postopku, določenih z zakonom. Smrtna kazen je ukinjena, in jo nadomeščena z ustrezno zaporno kaznijo.
Državljani imajo svoboda do gibanja.izbire poklica in pravico do dopusta v Republiki Srbiji in vrnitev v njo. Otroke, nosečnice in stare osebe imajo pravico do zdravstvenega varstva iz javnih prihodkov, kot tudi pravica ne kateri koli drugi podlagi, in drugih oseb, pod pogoji, določenimi z zakonom.

## Gospodarstvo
Gospodarstvo Srbije je doživelo kolaps v 1990-tih. Zaradi tega kolapsa je bila leta 1993 evidentirana druga največja inflacija v zgodovini gospodarstva Srbije in to kar 2,35 x 1023 procenta (64 % na dan). Povprečna mesečna plača je leta 1993 znašala 21 mark.

### Promet
Srbija ima prometno strateško lego, saj hrbtenica države, dolina Morave, predstavlja najlažjo pot med celinsko Evropo ter Malo Azijo in Bližnjim Vzhodom.
Večina prometa v državi poteka po cestah. Skupna dolžina cestnega omrežja je 45.419 km, od katerih je 962 km »državnih cest IA. reda« (avtocest); 4517 km je »državnih cest IB. reda« (magistralnih cest); 10.941 km je»državnih cest II. reda« (regionalnih cest) in 23.780 km je lokalnih cest.
V zadnjem desetletju in pol je bilo zgrajenih več kot 300 km novih avtocest. Zelo razvit je avtobusni prevoz: avtobusi povezujejo večino krajev v državi, obstajajo pa tudi mednarodne linije. Največja medkrajevna avtobusna prevoznika sta Lasta in Niš-Ekspres. Leta 2018 je bilo v državi registriranih 1.999.771 potniških avtomobilov oziroma eden na 3,5 prebivalca.
V Srbiji je 3819 km železniških prog, od tega 1279 km elektrificiranih in 283 km dvotirnih. Glavno železniško vozlišče je Beograd. Najpomembnejše železniške proge so: Beograd–Subotica(–Budimpešta), Beograd–Bar (Črna gora), Beograd–Šid(–Zagreb)/Beograd–Niš–(Sofija) (del X. panevropskega koridorja) in Niš–(Skopje–Solun). Leta 2022 je bila odprta nova hitra proga med Beogradom in Novim Sadom, v izgradnji pa je še del do Subotice in madžarske meje, ki naj bi ga dokončali leta 2025. Istega leta naj bi se začela gradnja hitre proge proti jugu do Niša. Državni operater železniškega potniškega prometa je podjetje Srbijavoz, tovornega pa Srbija Kargo.
V državi so tri letališča z rednimi potniškimi povezavami, med katerimi je najpomembnejše letališče Nikole Tesle Beograd, matično letališče letalske družbe Air Serbia, ki ponuja lete na 80 destinacij v 32 državah. Leta 2022 je prek letališča potovalo 2,75 milijona potnikov.
V Srbiji je razvita rečna plovba: država ima 1716 km plovnih poti (1043 km plovnih rek in 673 km kanalov), od katerih so skoraj vse v severnem delu države. Najpomembnejša plovna pot je Donava. Med ostalimi plovnimi rekami so Sava, Tisa, Begej in Tamiš. Leta 2018 je bilo po vodi prepeljanih več kot 8 milijonov ton tovora. Največja rečna pristanišča so Novi Sad, Beograd, Pančevo, Smederevo, Prahovo in Šabac.

## Znamenitosti
- Golubac
- Stara planina
- Đavolja Varoš
- Uvac
- Džerdap